# Bushrod Rust Johnson
Pour les articles homonymes, voir Général Johnson et Johnson.
Bushrod Rust Johnson (7 octobre 1817 - 12 septembre 1880) est l'un des quelques généraux confédérés nés dans le nord de la guerre de Sécession. Professeur d'université, il est actif dans les milices du Kentucky et du Tennessee, et au déclenchement des hostilités, il se range du côté du Sud. En tant que commandant divisionnaire, il réussit à éviter la capture à fort Donelson, mais est blessé à Shiloh. Il sert sous le commandement de Lee pendant les 10 mois du siège de Petersburg, se rendant avec lui à Appomattox.

## Avant la guerre
Johnson né dans le comté de Belmont, Ohio. Il grandit en tant que Quaker et, avant de partir pour le sud, travaille sur l'Underground Railroad avec son oncle. Il est diplômé de l'académie militaire de West Point en 1840 et est nommé second lieutenant dans le 3rd U.S. Infantry. Il combat lors des guerres Séminoles en Floride et lors de la guerre américano-mexicaine. Il est obligé de démissionner de l'armée en octobre 1847 après avoir été accusé d'avoir vendu des biens de contrebande. Il travaille comme professeur de philosophie naturelle et de chimie, dans le Western Military Institute (en), à Georgetown, Kentucky (1848-1849), et professeur de mathématiques et d'ingénierie à l'université de Nashville (en) (1849-1861). Pendant cette période, il est actif au sein des milices des États du Kentucky et du Tennessee, atteignant le grade de colonel.

## Guerre de Sécession
Après le début de la guerre de Sécession, Johnson s'engage le 28 juin 1861, en tant que colonel des ingénieurs dans la milice du Tennessee, et une semaine plus tard sa commission change pour être affecté dans l'armée des États confédérés. Il approuve les sites de deux nouvelles défenses fluviales, le fort Donelson sur la rive ouest de la rivière Cumberland dans le Tennessee et le fort Henry sur la rive est, inondable et basse, du fleuve Tennessee, juste à 19 kilomètres (12 miles) à l'ouest du fort Donelson et aussi situé dans le Tennessee. Johnson est promu brigadier général le 24 janvier 1862. Fort Henry se révélera être un site désastreux sur un terrain marécageux, souvent inondé, et facilement capturé par U.S. Grant. En approuvant le site proposé pour le fort Henry, Johnson écarte vigoureusement les objections contre le site proposé de deux membres de l'équipe d'étude confédérée, Adna Anderson, un ingénieur civil, et le commandant William Foster du Tennessee 1st Infantry. Quelques jours avant la bataille de fort Donelson, il est placé au commandement du fort mais sert seulement brièvement avec l'arrivée du brigadier général Gideon J. Pillox, d'un rang plus élevé, quelques heures après que Johnson ait pris le commandement. Il commande une division de l'armée à Donelson, mais est éclipsé avec efficacité par Pillow politiquement plus astucieux, qui mène un assaut brutal dans une tentative de faire une percée et de s'échapper du fort encerclé. Le fort et son armée se rendent au brigadier général Ulysses S. Grant le 16 février 1862, mais deux jours plus tard Johnson est capable de marcher sans entrave dans les lignes de l'armée de l'Union et d'éviter la capture.
Johnson commande une brigade de l'armée du Mississippi à la bataille de Shiloh, et le deuxième jour de la bataille, le 7 avril 1862, il devient commandant de division, mais est blessé sévèrement par une commotion due à un obus d'artillerie. Après avoir recouvré la santé, il commande sa brigade lors de l'invasion du général Braxton Bragg du Kentucky et à la bataille de Perryville, puis de Stones River et lors de la campagne de Tullahoma. À la bataille de Chickamauga, il commande une division et continue de la commander lors du siège de Knoxville sous les ordres du lieutenant général James Longstreet.
En 1864, Johnson est affecté au commandement d'une division du département de Caroline du Nord et de Virginie du sud sous les ordres de P.G.T. Beauregard. Pendant la campagne de Bermuda Hundred, la division de Johnson bloque la progression de l'Union vers Petersburg à Swift Creek le 9 mai 1864. Beauregard défait l'offensive de la force de l'Union supérieure en nombre et Johnson est promu major général le 21 mai 1864.
Pendant le siège de Petersburg, la section des défenses tenue par la division de Johnson est attaquée lors de la bataille du cratère le 30 juillet 1864. La mine est placée sous une partie de la brigade de Caroline du Sud d'Elliott, qui se rallie et capture trois bannières et 130 prisonniers ce jour-là. Lorsque Beauregard est transféré sur le théâtre occidental en octobre, la division de Johnson est affectée au quatrième corps d'Anderson de l'armée de Virginie du Nord sous les ordres de Robert E. Lee.
La division de Johnson passe les sept mois suivants du siège dans les tranchées. À la fin mars 1865, la division de Johnson se retire des tranchées pour s'opposer à une course de l'Union autour du flanc droit confédéré, et combat à Lewis's Farm le 29 mars 1865. Le 31 mars 1865, Johnson les mène lors d'une contre-attaque à White Oak Road (en). Ils repoussent deux divisions de l'Union, mais sont stoppés et repoussés par les renforts de l'Union. Deux brigades de la division sont détachées auprès de Pickett à Five Forks, et largement détruites lors de cette bataille le 1er avril 1865. Johnson mène le reste de la division lors de la retraite vers Appomattox. Le 6 avril 1865, à Sailor's Creek, la division est écrasée, bien que Johnson évite la capture. Il accompagne l'armée sans commandement jusqu'à la reddition à Appomattox Court House, où il est libéré sur parole.

## Après la guerre
Johnson retourne enseigner pour devenir un professeur et co-chancelier (1870) de l'université de Nashville avec l'ancien général confédéré Edmund Kirby Smith. Sa santé de détériorant, il prend sa retraite en 1875 dans une ferme à Brighton, Illinois, où il meurt en 1880. Il est d'abord enterré à Miles Station, près de Brighton, puis est ré-inhumé en 1975 dans le vieux cimetière de la ville de Nashville, Tennessee, pour reposer près de la tombe de sa femme, Mary.